# Liste der Monuments historiques in Garidech
Die Liste der Monuments historiques in Garidech führt die Monuments historiques in der französischen Gemeinde Garidech auf.

## Liste der Bauwerke
| Bezeichnung             | Beschreibung              | Standort | Kennzeichnung | Schutzstatus | Datum | Bild           |
| ----------------------- | ------------------------- | -------- | ------------- | ------------ | ----- | -------------- |
| Kirche St-Jean-Baptiste | Erbaut im 16. Jahrhundert | (Lage)   | PA00094340    | Inscrit      | 1926  | weitere Bilder |

## Liste der Objekte
| Bezeichnung      | Beschreibung                      | Standort                              | Kennzeichnung | Schutzstatus | Datum | Bild |
| ---------------- | --------------------------------- | ------------------------------------- | ------------- | ------------ | ----- | ---- |
| Prozessionskreuz | Silber, Ende des 16. Jahrhunderts | in der Kirche St-Jean-Baptiste (Lage) | PM31000243    | Classé       | 1906  |      |
| Zwei Glocken     | Bronze, 1596 und 1654 gegossen    | in der Kirche St-Jean-Baptiste (Lage) | PM31000244    | Classé       | 1926  |      |